# Pogy

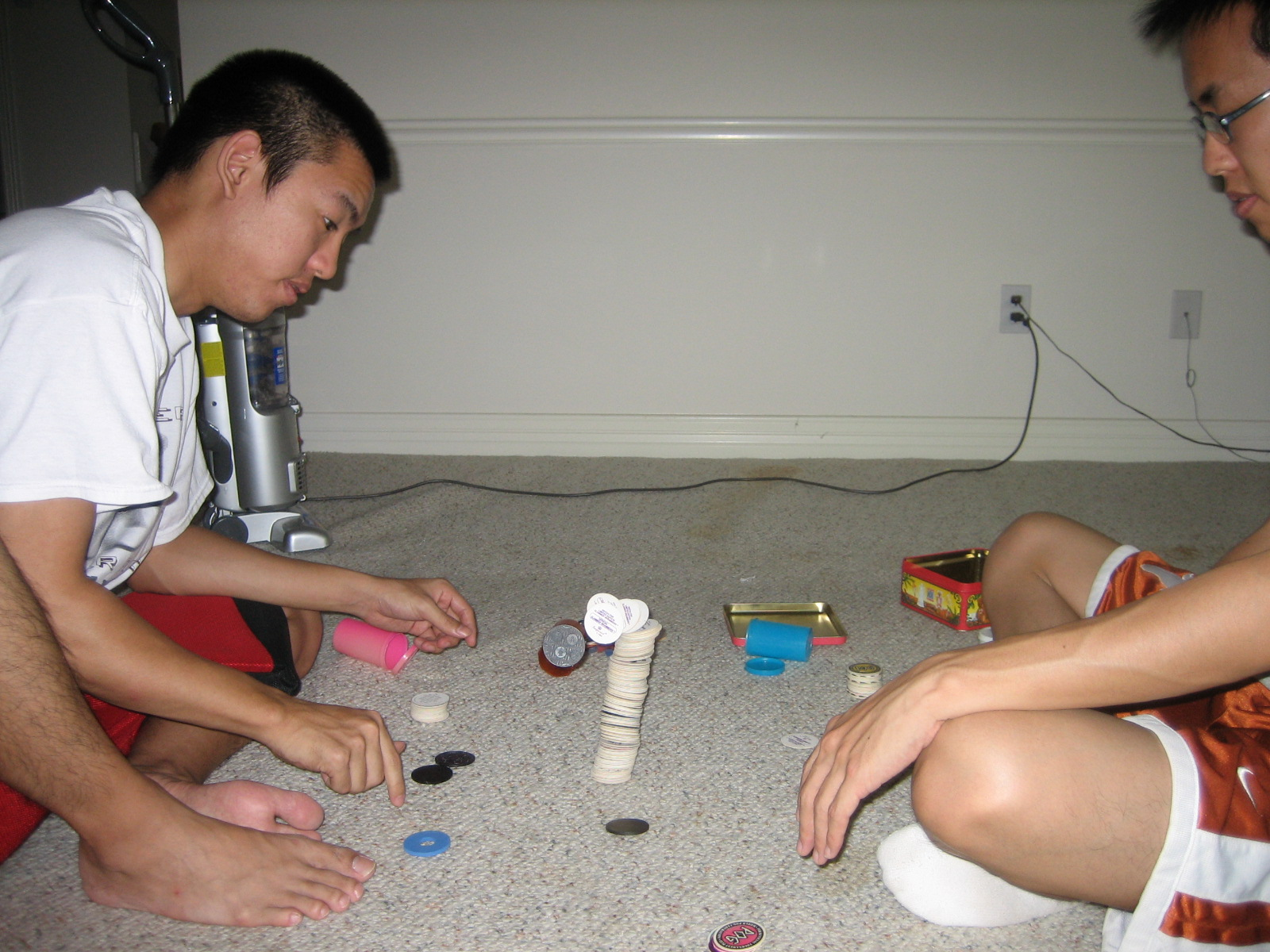
Pogy

Pogy (anglicky Pogs nebo víčka od mléka – Milkcaps) je hra, která byla populární v první polovině 90. let. Svoje jméno dostala podle ovocného džusu POG, jehož víčka se původně používala ke hře. Pogy vznikly ve 30. letech na Havajském ostrově Maui, poté byly repopularizovány společností Canada Games, která je uvedla na americký trh na začátku 90. let, nejpopulárnější se staly mezi dětmi do 12 let. Je také možné, že kořeny této hry sahají k japonské karetní hře zvané Menko. Do Anglie byly pogy importovány z USA Susan Robertsovou v roce 1990[zdroj?]. Někdy okolo roku 1997 se v Česku objevila stejnojmenná hra s kartonovými kolečky, na kterých byl obrázek podle druhu pogu. Tato verze je ještě prodejná v některých obchodech.
Kromě sbírání různých sad pogů (jako například tzv. „tvaráče“[zdroj?], neboli pogy jiného tvaru než kruhu, kolekce The Simpsons apod.) se s pogy hrála hra: Hráči vsadili (po domluvě) určitý počet pogů a postavili je do „komínku“ na sebe tak, aby rubovou stranou byly nahoře. Poté se tzv. kiny (či házítky), tedy plastovou či kovovou verzí pogu, strefovali do komínku pogů. Hráč, kterému se podařilo úderem kina některý z pogů otočit (lícní stranou nahoru), tento pog získává. Takto se hráči střídali, dokud nezbyl v komínku ani jediný pog.[zdroj⁠?!]